# Ropica palauana
Ropica palauana är en skalbaggsart som först beskrevs av Masaki Matsushita 1935.  Ropica palauana ingår i släktet Ropica och familjen långhorningar. Inga underarter finns listade i Catalogue of Life.